# Ophiomastix stenozonula
Ophiomastix stenozonula is een slangster uit de familie Ophiocomidae.
De wetenschappelijke naam van de soort werd in 1974 gepubliceerd door D.M. Devaney.